# 派恩縣
派恩縣（英語：Pine County）是美國明尼蘇達州東部的一個縣，東鄰威斯康辛州。面積3,716平方公里。根據美國2000年人口普查，共有人口26,530人。縣治派恩城 (Pine City)。
成立於1856年3月1日。縣名來自常見的松樹。